# La Colonia, Colima
La Colonia är en ort i Mexiko.   Den ligger i kommunen Tecomán och delstaten Colima, i den södra delen av landet, 500 km väster om huvudstaden Mexico City. La Colonia ligger 21 meter över havet och antalet invånare är 138.
Terrängen runt La Colonia är platt åt sydväst, men åt nordost är den kuperad. Runt La Colonia är det ganska glesbefolkat, med 32 invånare per kvadratkilometer. Närmaste större samhälle är Coahuayana Viejo, 6,3 km öster om La Colonia. Omgivningarna runt La Colonia är en mosaik av jordbruksmark och naturlig växtlighet.